# Al Akhawayn-Universität

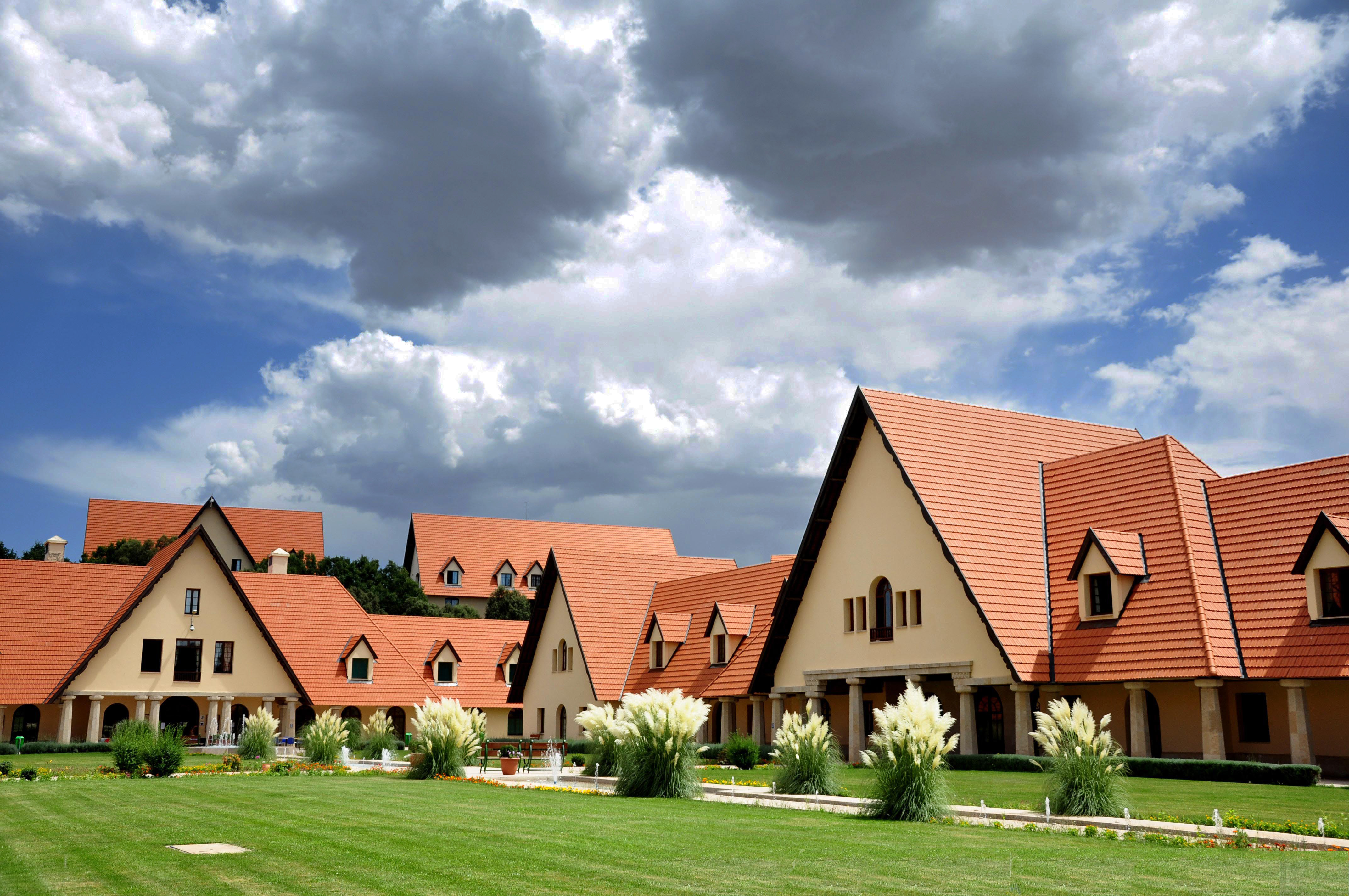
Al Akhawayn-Campus

Die Al Akhawayn-Universität (arabisch جامعة الأخوين, DMG Ǧāmiʿat al-Aḫawain; französisch Université Al Akhawayn) ist eine staatliche Universität mit Hauptsitz in Ifrane in der Region Fès-Meknès, Marokko.
Die Al Akhawayn-Universität wurde 1993 durch einen königlichen Erlass (Dahir) gegründet und am 16. Januar 1995 vom damaligen König Hassan II. von Marokko offiziell eingeweiht. Der arabische Name al-akhawayn, wörtlich die „zwei Brüder“, bezieht sich auf die beiden jeweiligen Könige. König Fahd ibn Abd al-Aziz von Saudi-Arabien finanzierte die Gründung der Al Akhawayn-Universität größtenteils aus einer Stiftung.
Über 2000 Studierende leben und studieren auf dem Wohncampus. Die Hochschule bietet Grund- und Aufbaustudiengänge in den Bereichen Geistes- und Sozialwissenschaften, Natur- und Ingenieurwissenschaften sowie Betriebswirtschaft an – alle verbunden durch einen gemeinsamen Kern, der auf dem amerikanischen Liberal Arts-Modell basiert. Die Universität bietet internationale Austauschprogramme an. Die Unterrichtssprache ist Englisch.